# Casinycteris
Casinycteris és un gènere de ratpenats de la família dels pteropòdids. Fins a principis de la dècada del 2010 es considerava que era un grup monotípic que només contenia C. argynnis, però des d'aleshores s'hi ha classificat l'espècie nova C. campomaanensis i s'hi ha transferit C. ophiodon del gènere Scotonycteris. Els representants d'aquest gènere són ratpenats petits que viuen al centre d'Àfrica.